# ام‌اس سیگین

{{Infobox ship characteristics
ام‌اس سیگین (به انگلیسی: MS Sigyn) یک کشتی است که طول آن ۹۰٫۳۳ متر (۲۹۶ فوت ۴ اینچ) Length overall می‌باشد. این کشتی در سال ۱۹۸۲ (میلادی)|۱۹۸۲]] ساخته شد.